# Tarjan Idígov
Tarjan Liómayevich Idígov (en ruso: Тархан Лёмаевич Идигов; Achjói-Martán, 29 de octubre de 2000) es un deportista ruso de origen daguestano que compite en boxeo. Ganó una medalla de oro en el Campeonato Europeo de Boxeo Aficionado de 2024, en la categoría de 67 kg.

## Palmarés internacional
| Campeonato Europeo | Campeonato Europeo | Campeonato Europeo | Campeonato Europeo |
| Año                | Lugar              | Medalla            | Categoría          |
| ------------------ | ------------------ | ------------------ | ------------------ |
| 2024               | Belgrado (Serbia)  | Medalla de oro     | 67 kg              |